# Supermarket Fantasy
Supermarket Fantasy es el decimocuarto álbum de estudio del grupo Mr. Children debutó en las listas Oricon de Japón en el número uno el 10 de diciembre de 2008. Se vendieron 707.763 copias en su primera semana de ventas el 2º álbum más vendido del año 2009 según Oricon, y fue el número uno hasta medio año. Cuenta con 14 pistas, incluyendo sencillos que fueron éxitos como "Tabidachi no Uta," "GIFT," "HANABI," y el sencillo digital "Hana no Nioi." Las canciones "Shounen" y "ESORA" se usaron para promocionar el álbum, pero no fueron incluidos en ningún sencillo el álbum también incluye "Kaze to Hoshi to Moebius no Wa" lado-b del sencillo "GIFT". A partir del 25 de noviembre de 2009, SUPERMARKET FANTASY ha vendido 1.246.962 copias y está como el 2º álbum más vendido del 2009 Oricon Yearly Chart.

## Lista de pistas
| N.º | Título                                                                                     | Duración |  |
| 1.  | «Shuumatsu no Confidence Song» (Shuumatsu no Confidence Song (終末のコンフィデンスソング?) | 5:11     |  |
| 2.  | «HANABI» (HABANI (花火?)                                                                   | 5:44     |  |
| 3.  | «Esora» (Esora (エソラ?)                                                                   | 5:06     |  |
| 4.  | «Koe» (Koe (声?)                                                                           | 4:18     |  |
| 5.  | «Shounen» (Shounen (少年?)                                                                 | 5:38     |  |
| 6.  | «Tabidachi no Uta» (Tabidachi no Uta (旅立ちの唄?)                                         | 5:37     |  |
| 7.  | «Kuchi ga Subette» (Kuchi ga Subette (口がすべって?)                                       | 4:14     |  |
| 8.  | «Suijou Bus» (Suijou Bus (水上バス?)                                                       | 5:06     |  |
| 9.  | «Tokyo» (Tokyo (東京?)                                                                     | 4:38     |  |
| 10. | «Rock 'n Roll» (Rock 'n Roll (ロックンロール?)                                             | 3:31     |  |
| 11. | «Hitsuji, Hoeru» (Hitsuji, Hoeru (羊、吠える?)                                             | 4:41     |  |
| 12. | «Kaze to Hoshi to Mebiusu no Wa» (Kaze to Hoshi to Mebiusu no Wa (風と星とメビウスの輪?)   | 5:17     |  |
| 13. | «GIFT»                                                                                     | 5:45     |  |
| 14. | «Hana no Nioi» (Hana no Nioi (花の匂い?)                                                   | 5:11     |  |

- Datos: Q1150138